# Прапор Івановської області

Прапор Івановської області є символом Івановської області. Прийнято 19 березня 1998 року.

## Опис
Прапор Івановської області являє собою прямокутне полотнище, розсічене на два рівні поля: ліве червлене, праве блакитне, пересічені знизу трьома вузькими срібними стрічками. У центрі лицьової сторони полотнища над срібними стрічками розміщається герб Івановської області. Основні кольори прапора області повторюють кольори й метал геральдичного поля щита її герба. Відношення ширини прапора до його довжини 2:3.